# Euderaea
Euderaea là một chi bướm đêm thuộc họ Noctuidae.